# Jenovéfa (opera)
Jenovéfa (v originálu Genoveva), op. 81, je opera o čtyřech dějstvích Roberta Schumanna v žánru německého romantismu složená na vlastní skladatelovo libreto s využitím veršů Roberta Reinicka. Jediná opera, kterou Schumann kdy napsal, se dočkala svého prvního představení 25. června 1850 v Městském divadle v Lipsku, kde skladatel dirigoval. Po premiéře byla odehrána pouze tří představení. Negativní kritika, kterou sklidila v tisku, sehrála rozhodující roli v Schumannově rozhodnutí nenapsat již žádnou další operu.
Jenovéfa je založena na příběhu Jenovéfy z Brabantu obsažené ve středověké legendě z 8. století. Příběh získal na popularitě v první polovině 19. století, především v Německu díky různým divadelním ztvárněním. Základem operního libreta byly dvě inscenace z tohoto období, hra Ludwiga Tiecka Leben und Tod der heiligen Genoveva (Život a smrt svaté Jenovéfy) a hra Christiana Friedricha Hebbela Genoveva.
Schumann v tomto svém díle vytvořil operní báseň o věrné lásce hraběnky Jenovéfy, jež za nepřítomnosti manžela, válečníka Siegfrieda, odolá nejen milostným návrhům rytíře Gola, ale také kouzlům zlé Margarethy.
Děj opery má několik podobností s Wagnerovým Lohengrinem, který byl komponovaný ve stejném období, kdy Schumann psal Jenovéfu. Sám Wagner přitom dostal od Schumanna libreto jeho opery k posouzení, na což později vzpomínal takto: „Přál jsem horoucně jeho dílu zdar a upozornil jsem jej proto na jeho velké nedostatky. (…) Vyslechl mne, ale zasáhnout do díla, na němž s takovým nadšením pracoval, vzdorovitě odmítl.“ 

## Inscenační historie
Jenovefa nikdy nezískala u publika velkou popularitu, stále je však v pravidelných intervalech oživována po celém světě a byla i několikrát zaznamenána. V českých zemích ji poprvé uvedlo Nové německé divadlo v Praze 27. srpna 1902. V roce 1995 operu znovuobjevila Bielefeldská opera, a to v první inscenaci po více než 70 letech. Londýnský časopis Opera napsal, že „z dojmu, který vyvolalo energické dirigování Geoffreyho Moulla, se Schumannova divadelní hudba zdá být mnohem věrohodnější, vypjatější a vzrušující, než by doposud dokázal kdo připustit.“ Severoamerická koncertní premiéra v Emmanuel Church v Bostonu skončila dne 2. dubna 2005 potleskem ve stoje. V únoru 2008 byla opera představena Curyšskou operou a v březnu 2010 znovu Operou University College. V novodobé české premiéře tuto operu uvedlo 27. února 2014 Národní divadlo moravskoslezské a to v režii Martina Glasera, jehož cílem bylo inscenovat operu jako „obraz nikdy nekončícího zápasu o čistotu lidské duše“. 

## Děj opery

### 1. dějství
Děj opery se odehrává kolem osmého století ve Štrasburku. Jenovéfa je manželkou hraběte Siegfrieda, který se svým vojskem chystá na popud trevírského biskupa Hidulf vytáhnout do boje proti obávaným Maurům. Manželku proto svěřuje do ochrany svého přítele rytíře Gola.

### 2. dějství
Ačkoliv Golo po Jenovéfě vášnivě touží, ta jeho návrhy vytrvale odmítá. Rozzuřený Golo se následně snaží Jenovéfě pomstít tím, že na ní nastraží past s cílem ji zdiskreditovat. Jednou v noci se Golo spolu se starým sluhou Dragem vplíží do Jenovéfy ložnice, aby mohl předstírat její údajnou nevěru. Té mají být svědky další sluhové, které na místo činu Golo následně přivede. Ve vzteku služebníci zabijí Draga a Jenovéfa je následně uvězněna za cizoložství.

### 3. dějství
Když se Siegfried dozvídá o domnělé nevěře své ženy, přikazuje Golovi, aby Jenovéfu usmrtil. Dragův duch se zjeví Golově bývalé chůvě a čarodějnici Margarethě a řekne jí, že pokud neodhalí pravdu, zemře.

### 4. dějství
Dva ozbrojení muži jsou vysláni, aby Jenovéfu zabili. Její život však zachrání zásah hluchoněmého chlapce. Siegfried nakonec přijde na Golovu zradu a vrátí tak své ženě její čest.

## Postavy opery
| Jenovéfa, Siegfriedova žena           | soprán  |
| Siegfried, falckrabě brabantský       | baryton |
| Hidulfus, biskup z Trieru             | baryton |
| Golo, příslušník Siegfriedovy družiny | tenor   |
| Margaretha, chůva                     | soprán  |
| Drago, majordomus                     | bas     |
| Balthasar, Siegfriedův sluha          | bas     |
| Caspar, lovec                         | baryton |
| Angelo                                | baryton |